# Speleomantes genei
Il geotritone dell'Iglesiente o geotritone di Gené (Speleomantes genei Temminck & Schlegel, 1838) è un anfibio urodelo della famiglia Plethodontidae, endemico della Sardegna con areale circoscritto al Sulcis-Iglesiente. Attribuita al genere Speleomantes è stata considerata l'unica specie del genere Atylodes Gistel, 1868.

## Tassonomia
Insieme agli altri geotritoni sardi, lo S. genei faceva parte di un'unica specie (Geotritone di Genè) che, in seguito ad una revisione tassonomica basata sulle differenze genetiche, è stata scorporata in quattro specie di differente localizzazione geografica. Il Geotritone dell'Iglesiente è la specie più meridionale dell'isola (Sardegna sudoccidentale) ed è quella filogeneticamente più differenziata, al punto che i geotritoni sardi del centro Sardegna sono più affini alle specie continentali di quanto lo siano con lo S. genei.
Come gli altri geotritoni sardi, può essere considerato un paleoendemismo, in quanto la sua comparsa risale al Cenozoico, prima della separazione del blocco sardo-corso dal continente.

## Descrizione
Dal punto di vista morfologico non ci sono sostanziali differenze rispetto agli altri geotritoni, fatta eccezione per le dimensioni mediamente inferiori. Gli adulti femmine, più grandi, arrivano ad un massimo di 12.4 cm, i maschi fino a 11.5 cm, con zampe corte e coda compressa lateralmente. La testa è ben distinta dal tronco, larga e appiattita, con occhi sporgenti. Il corpo è glabro, di colore nero-bluastro, con zampe più chiare, fulvo-rossicce.

### Caratteri distintivi
- È di taglia più piccola rispetto alle altre specie dell'isola.
- Colorazione da grigia a brunastra con macule gialle e nere.
- Lingua più corta rispetto alle altre specie sarde.
- Nessuna emissione odorosa in caso di pericolo.

## Biologia
Si nutre predando piccoli invertebrati e ha abitudini notturne. Si riproduce due volte l'anno, con accoppiamenti alla fine dell'autunno (novembre-dicembre) e in primavera (marzo-aprile) senza dipendere dalla presenza dell'acqua. Le uova sono deposte sul fondo sabbioso delle grotte o delle anfrattuosità più profonde. I giovani nati sono simili agli adulti e si sviluppano lentamente senza metamorfosi.

## Distribuzione e habitat
L'areale di S. genei è ristretto e frammentato e si estende su un territorio di circa 6-800 km², dal Sulcis all'Arburese. L'area del Sulcis-Iglesiente è interessata da una notevole frequenza di grotte di origine carsica e di miniere, la maggior parte delle quali inattive. Lo S. genei trova il suo habitat naturale in questi ambienti, ma si rinviene anche in anfrattuosità delle rocce o al riparo dei sassi in valloni umidi e ombrosi dei versanti montuosi esposti a nord, fino ai 600 metri di altitudine. Animale lucifugo e notturno, evita gli ambienti secchi e solo in giornate particolarmente umide e piovose può essere rinvenuto all'aperto.

## Conservazione
Non si conosce l'effettivo stato di conservazione della specie, ma per la forte localizzazione e la marcata specificità in termini di esigenze ambientali è classificata come specie vulnerabile nelle Red list dello IUCN e come specie rara a livello regionale, nazionale ed europeo, anche se localmente può essere considerata specie comune.
I principali fattori di rischio citati dalla documentazione sono rappresentati dall'urbanizzazione, dall'attività dell'industria estrattiva, dall'inquinamento atmosferico (area industriale di Portoscuso), dalla riduzione delle aree forestali, dalla raccolta incontrollata di esemplari da parte di collezionisti e ricercatori.
L'areale di S. genei è interessato da diverse aree sottoposte a tutela ambientale, fra cui le foreste demaniali del Sulcis e del Monte Linas e l'oasi WWF di Monte Arcosu. Nello stesso territorio ricadono i costituenti parchi regionali del Sulcis e del Monte Linas-Marganai-Oridda.
Lo status di protezione è definito dalla Legge n. 503 del 1981 Allegato II (che recepisce la Convenzione di Berna), dalla Direttiva dell'Unione Europea n. 43 del 1992 Allegati B e D.